# 범어역 더킹팬트하우스&쇼핑몰
범어역 더킹팬트하우스&쇼핑몰(영어: Bemoeo Station The King Penthouse)는 대한민국 대구광역시 수성구 범어동에 건설 예정인 초고층 빌딩으로 완공되면 대구에서 가장 높은 마천루가 된다.

## 시설

### 전망대
완공되면 전망대가 들어올 예정이다.

## 같이 보기
- 대한민국의 마천루 목록
- 대구광역시의 마천루 목록